# Lippmannverfahren

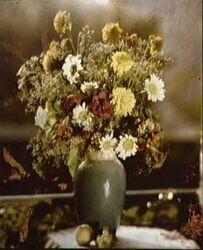
Fotografie nach dem Lippmannverfahren (um 1895)

Das Verfahren von Lippmann (benannt nach Gabriel Lippmann) ist ein Herstellungsverfahren für Farbbilder in der Fotografie. Ein extrem feinkörniger Schwarzweißfilm (Lippmann-Emulsion) wird mit der Schichtseite auf Quecksilber gelegt und belichtet. Es bilden sich Interferenzen zwischen dem einfallenden und dem reflektierten Licht, die entsprechende Schwärzungen im Volumen der lichtempfindlichen Schicht bewirken. Nach normaler Entwicklung kann das Bild erneut auf Quecksilber gelegt werden und es erscheinen Interferenzfarben, ähnlich wie bei Seifenblasen. 
Das Lippmann-Verfahren ist eng mit der Weißlicht-Holografie verwandt, die ebenfalls auf fotografischem Festhalten von Interferenz beruht.
Bei der Entwicklung wird ultrafeinkörniges Silberhalogenidmaterial verwendet, wobei andere Aufzeichnungsmedien ebenfalls für dieses Verfahren geeignet sind, z. B. Dichromatgelatine oder Photopolymere. Meist werden stark verdünnte Entwickler verwendet, insbesondere kolloidale Entwickler. Diese sind mit physikalischen Entwicklern eng verwandt. 
Nach der Entwicklung wird das Bild nicht erneut auf Quecksilber gelegt, sondern kann unter Verwendung einer diffusen Lichtquelle direkt betrachtet werden, allerdings nur in schräger Aufsicht.
Bereits 1894 fand der Dresdener Hermann Krone heraus, dass nicht in jedem Fall ein Quecksilber-Reflektor zur Aufzeichnung einer Lippmann-Fotografie benötigt wird. Dabei wird von der Totalreflexion an der Fotoschicht Gebrauch gemacht. Das Licht tritt also durch das Fotoobjektiv, dann durch die Glas-Aufnahmeplatte hindurch, um anschließend an der Grenzfläche zwischen Luft und Aufnahmeschicht totalreflektiert zu werden.